# Biadorus nigripes
Biadorus nigripes är en insektsart som beskrevs av Fabricius 1794. Biadorus nigripes ingår i släktet Biadorus och familjen dvärgstritar. Inga underarter finns listade i Catalogue of Life.